# Nevem: Senki
A Nevem: Senki (eredeti cím olaszul: Il mio nome è Nessuno) 1973-ban bemutatott olasz–francia–nyugatnémet spagettiwestern, a western műfaj legnagyobb paródiája. Főszereplői Terence Hill és Henry Fonda. Az élőszereplős játékfilm rendezője Tonino Valerii, producere Fulvio Morsella. A forgatókönyvet Ernesto Gastaldi, Fulvio Morsella és Sergio Leone írta, a zenéjét Ennio Morricone szerezte. A mozifilm a Rafran Cinematografica, a Les Films Jacques Leitienne és a Rialto Film gyártásában készült, a Titanus forgalmazásában jelent meg.
Olaszországban 1973. december 20-án, Magyarországon 1981. július 9-én mutatták be a mozikban, az új szinkronnal 2001. január 19-én az RTL Klubon vetítették le a televízióban.

## Cselekmény
A szerencsevadász Senki azt a feladatot kapja megbízóitól, hogy végezzen Jack Beauregarddal, az öregedő gyorstüzelővel, aki gyerekkora óta a legnagyobb példaképe. Jack saját bevallása szerint békés, nyugodt időkre vágyik. Senki azonban nem hagyja, hogy egy ilyen hős csak úgy befejezze, ezért szervez neki egy utolsó kalandot a Vadak Bandája ellen.

## Szereplők
| Szereplő                     | Színész            | Magyar hang                      | Magyar hang                         |
| Szereplő                     | Színész            | 1. magyar szinkron (MOKÉP, 1981) | 2. magyar szinkron (RTL Klub, 2001) |
| ---------------------------- | ------------------ | -------------------------------- | ----------------------------------- |
| Senki                        | Terence Hill       | Oszter Sándor                    | Rátóti Zoltán                       |
| Jack Beauregard              | Henry Fonda        | Sinkovits Imre                   | Fülöp Zsigmond                      |
| Sulivan                      | Jean Martin        | Surányi Imre                     | Pathó István                        |
| Becsületes John              | R. G. Armstrong    | Mécs Károly                      | Ujlaki Dénes                        |
| A Vadak Bandájának vezetője  | Geoffrey Lewis     | Kránitz Lajos                    | Bicskey Lukács                      |
| Seriff                       | Piero Lulli        | Szabó Ottó                       | Melis Gábor                         |
| Öregember                    | Antonio Palombi    | Kenderesi Tibor                  | Dobránszky Zoltán                   |
| Don John                     | Marc Mazza         | Orosz István                     | Németh Gábor                        |
| Kötekedő férfi a kocsmában   | Benito Stefanelli  | Horváth Gyula                    | Áron László                         |
| Mókus                        | Neil Summers       | Verebély Iván                    | Nagy Ervin                          |
| Scape                        | Antoine Saint-John | N/A                              | Nagy Ervin                          |
| Tortadobáló konferálója      | Hubert Mittendorf  | Horkai János                     | Palóczy Frigyes                     |
| Mozdonyvezető                | Franco Angrisano   | Képessy József                   | Kisfalussy Bálint                   |
| Törpe                        | Emil Fiest         | Koroknay Géza                    | Szokol Péter                        |
| Ál-borbély                   | Steve Kanaly       | Nem szólal meg                   | Nem szólal meg                      |
| Valódi borbély               | N/A                | Varga T. József                  | Cs. Németh Lajos                    |
| Pofonosztó-játék konferálója | N/A                | Szokolay Ottó                    | N/A                                 |
| Mutatványos                  | N/A                | N/A                              | F. Nagy Zoltán                      |
| Táviratot hozó fiú           | N/A                | N/A                              | Kováts Dániel                       |
| Ismeretlen szereplő          | N/A                | N/A                              | Hirling Judit                       |

## Érdekességek
- Terence Hill ezt tartja a legjobb filmjének.
- Korábban azt gondolták, hogy az első szinkron változatban Terence Hill Ujréti László hangján szólal meg, de egy az internetre feltöltött régi mozis kópián kiderült, hogy Oszter Sándor volt a magyar hangja.
- Egy 2002-es TV2 interjúban Ujréti László elmondta, hogy felkérték a film újraszinkronizálásakor, de elutasította az életkora miatt. Ez történt három másik filmjével is. Ezeknél a filmeknél Rátóti Zoltán szinkronizálta Terence Hillt.
- A film elején szereplő Ál-borbély szerepét Steve Kanaly alakította, aki később Raymond "Ray" Krebbs-t; azaz Jock törvénytelen fiát formálta meg a Dallas c. sorozatban.
- Amikor a kocsmában Terence Hill szétlövi a poharakat, akkor ott valóban részeg volt, mivel tényleg whiskey volt, amit ivott.

## Televíziós megjelenések
- 1. magyar szinkron: Duna TV
- 2. magyar szinkron: RTL Klub, Film+, Film+2, Prizma TV / RTL+, AMC, Film Mania, Filmcafé